# Lijst van voetbalinterlands Qatar - Syrië
Deze lijst van voetbalinterlands is een overzicht van alle officiële voetbalwedstrijden tussen de nationale teams van Qatar en Syrië. De landen speelden tot op heden twaalf keer tegen elkaar. De eerste ontmoeting, een groepswedstrijd tijdens de Palestina Cup 1972, werd gespeeld in Bagdad (Irak) op 6 januari 1972. Het laatste duel, een vriendschappelijke wedstrijd, vond plaats op 23 maart 2018 in Basra (Irak).

## Wedstrijden
| №  | Plaats    | Datum            | Competitie                 | Wedstrijd     | Uitslag |
| -- | --------- | ---------------- | -------------------------- | ------------- | ------- |
| 1  | Bagdad    | 6 januari 1972   | Palestina Cup 1972         | Syrië − Qatar | 3 − 2   |
| 2  | Riyad     | 27 maart 1981    | WK 1982 kwalificatie       | Qatar − Syrië | 2 − 1   |
| 3  | Singapore | 1 december 1984  | Azië Cup 1984              | Qatar − Syrië | 1 − 1   |
| 4  | Doha      | 6 augustus 1992  | Azië Cup 1992 kwalificatie | Syrië − Qatar | 2 − 4   |
| 5  | Doha      | 28 juni 1996     | Azië Cup 1996 kwalificatie | Qatar − Syrië | 1 − 0   |
| 6  | Damascus  | 19 juli 1996     | Azië Cup 1996 kwalificatie | Syrië − Qatar | 3 − 1   |
| 7  | Doha      | 8 oktober 2004   | Vriendschappelijk          | Qatar − Syrië | 1 − 2   |
| 8  | Damascus  | 13 januari 2008  | Vriendschappelijk          | Syrië − Qatar | 0 − 0   |
| 9  | Aleppo    | 21 maart 2009    | Vriendschappelijk          | Syrië − Qatar | 1 − 2   |
| 10 | Doha      | 11 oktober 2016  | WK 2018 kwalificatie       | Qatar − Syrië | 1 − 0   |
| 11 | Krubong   | 31 augustus 2017 | WK 2018 kwalificatie       | Syrië − Qatar | 3 − 1   |
| 12 | Basra     | 23 maart 2018    | Vriendschappelijk          | Qatar − Syrië | 2 − 2   |

## Samenvatting
| Competitie                     | Totaal gespeeld | Winst Qatar | Gelijk | Winst Syrië | Doelsaldo Qatar – Syrië |
| ------------------------------ | --------------- | ----------- | ------ | ----------- | ----------------------- |
| WK-kwalificatie                | 3               | 2           | 0      | 1           | 4 − 4                   |
| Azië Cup                       | 1               | 0           | 1      | 0           | 1 – 1                   |
| Azië Cup-kwalificatie          | 3               | 2           | 0      | 1           | 6 − 5                   |
| Palestina Cup/Arab Nations Cup | 1               | 0           | 0      | 1           | 2 − 3                   |
| Vriendschappelijk              | 4               | 1           | 2      | 1           | 5 – 5                   |
| Totaal                         | 12              | 5           | 3      | 4           | 17 – 15                 |

QFA · A-internationals · Bondscoaches · Statistieken · Qatarees vrouwenelftal · Qatar U21 · Qatar U20 · Qatar U19 · Qatar U18 · Qatar U17
1970 – 1979 ·
1980 – 1989 ·
1990 – 1999 ·
2000 – 2009 ·
2010 – 2019 ·
2020 − 2029
OS 1984 · 
OS 1992
1970 · 
1971 · 
1972 · 
1973 · 
1974 · 
1975 · 
1976 · 
1977 · 
1978 · 
1979 · 
1980 · 
1981 · 
1982 · 
1983 · 
1984 · 
1985 · 
1986 · 
1987 · 
1988 · 
1989 · 
1990 · 
1991 · 
1992 · 
1993 · 
1994 · 
1995 · 
1996 · 
1997 · 
1998 · 
1999 · 
2000 · 
2001 · 
2002 · 
2003 · 
2004 · 
2005 · 
2006 · 
2007 · 
2008 · 
2009 · 
2010 · 
2011 · 
2012 · 
2013 · 
2014 ·
2015 ·
2016 ·
2017 ·
2018 ·
2019 ·
2020 ·
2021 ·
2022 ·
2023 ·
2024
Afghanistan ·
Albanië ·
Algerije ·
Andorra ·
Argentinië ·
Australië ·
Azerbeidzjan ·
Bahrein ·
Bangladesh ·
België ·
Bhutan ·
Bosnië en Herzegovina ·
Brazilië .
Bulgarije ·
Burkina Faso ·
Cambodja ·
Canada ·
Chili ·
China ·
Colombia ·
Congo-Kinshasa ·
Costa Rica ·
Curaçao ·
Ecuador ·
Egypte ·
El Salvador ·
Estland ·
Filipijnen ·
Finland ·
Georgië ·
Ghana ·
Grenada ·
Griekenland ·
Guatemala ·
Haïti ·
Honduras ·
Hongarije ·
Hongkong ·
Ierland ·
IJsland ·
India ·
Indonesië ·
Irak ·
Iran ·
Ivoorkust ·
Jamaica ·
Japan ·
Jemen ·
Jordanië ·
Kazachstan ·
Kenia ·
Kirgizië ·
Koeweit ·
Kroatië ·
Laos ·
Letland ·
Libanon ·
Libië ·
Liechtenstein ·
Luxemburg ·
Malediven ·
Maleisië ·
Mali ·
Malta ·
Marokko ·
Mauritius ·
Mexico ·
Moldavië ·
Myanmar ·
Nederland ·
Nieuw-Zeeland ·
Noord-Ierland ·
Noord-Korea ·
Noord-Macedonië ·
Noorwegen ·
Oezbekistan ·
Oman ·
Pakistan ·
Palestina ·
Panama ·
Paraguay ·
Peru ·
Portugal ·
Rusland ·
Saoedi-Arabië ·
Schotland ·
Senegal ·
Servië ·
Singapore ·
Slovenië ·
Soedan ·
Sri Lanka ·
Syrië ·
Tadzjikistan ·
Thailand ·
Tsjechië ·
Tunesië ·
Turkije · 
Turkmenistan ·
Verenigde Arabische Emiraten ·
Verenigde Staten ·
Vietnam ·
Wales ·
Zimbabwe ·
Zuid-Korea ·
Zweden ·
Zwitserland
Ecuador (2022) ·
Nederland (2022)
SFA · A-internationals · Syrisch vrouwenelftal
1940 - 1949 · 
1950 - 1959 · 
1960 - 1969 · 
1970 - 1979 · 
1980 - 1989 · 
1990 - 1999 · 
2000 – 2009 · 
2010 – 2019 ·
2020 − 2029
Afghanistan ·
Algerije ·
Australië ·
Bahrein ·
Bangladesh ·
Cambodja ·
China ·
Cyprus ·
Egypte ·
Filipijnen ·
Griekenland ·
Guam ·
Haïti ·
Hongkong ·
India ·
Indonesië ·
Irak ·
Iran ·
Japan ·
Jemen ·
Jordanië ·
Kazachstan ·
Kirgizië ·
Koeweit ·
Laos ·
Libanon ·
Libië ·
Malediven ·
Maleisië ·
Marokko ·
Mauritanië ·
Mauritius ·
Myanmar ·
Nepal ·
Noord-Korea ·
Oezbekistan ·
Oman ·
Pakistan ·
Palestina ·
Qatar ·
Rusland ·
San Marino ·
Saoedi-Arabië ·
Singapore ·
Soedan ·
Sovjet-Unie ·
Sri Lanka ·
Tadzjikistan ·
Taiwan ·
Thailand ·
Tunesië ·
Turkije ·
Turkmenistan ·
Venezuela ·
Verenigde Arabische Emiraten ·
Vietnam ·
Wit-Rusland ·
Zuid-Jemen ·
Zuid-Korea ·
Zweden